# 国立国会図書館支部上野図書館
国立国会図書館支部上野図書館（こくりつこっかいとしょかんしぶうえのとしょかん）は、1949年に国立図書館が文部省から国立国会図書館に移管されて成立した、国立国会図書館の支部図書館である。
戦前の日本において唯一の国立図書館であった帝国図書館の後身であり、上野公園に林立する文化施設のひとつとして長く親しまれてきた。その後、施設の再活用策として国立の児童書のナショナル・センターへと移行することが決まり、2000年に国際子ども図書館へと改装開館した。

## 歴史
1947年に帝国図書館が国立図書館と改称された段階では、日本の国立図書館は文部省の所管する同館のみであった。しかし同年末に国会のために新設される議会図書館設立を進める目的で来日した米国図書館使節は、国会の図書館と国立図書館をひとつに統合し、国会の図書館を国会のための議会図書館と国民のための国立中央図書館のふたつの機能を兼ねる国立国会図書館として設立させるよう勧告した。
この勧告は翌年成立した国立国会図書館法に取り入れられ、同法第22条において、上野公園の国立図書館は速やかに国立国会図書館に統合せしめること、そののちこの図書館は東京都へと移管して東京都民のための公立公共図書館とすべきことが定められた。1949年、国立図書館は文部省から国立国会図書館に移管され、国会図書館の支部図書館である国立国会図書館支部上野図書館となった。
上野図書館はこの時点で約107万冊の蔵書を所蔵していたが、これ以降に出版される本はこの時点では赤坂離宮（現・迎賓館赤坂離宮）に置かれていた国立国会図書館の中央館で収集、整理、所蔵されることになり、上野図書館は旧来の蔵書をもって国民への直接サービスを行うことが使命とされた。この方針に従って、100人以上いた上野図書館の職員は段階的に中央館に吸収され、上野図書館には閲覧部門だけが残された。
1961年、永田町の国会議事堂隣接地に国立国会図書館の中央館（東京本館）が新築開館されると、上野図書館の蔵書のほとんど全てが中央館へと移され、80年来の帝国図書館の流れは最終的に国立国会図書館の東京本館へと統合されていった。
上野図書館には1949年以降に収集された副本と参考図書およそ10万冊が残され、主に都民へのサービスを行う参考図書館とされた。1982年にはさらに機能が見直され、本館から切り離して提供が可能な特別コレクションを集中的に所蔵する専門図書館とすることになった。これ以後の上野図書館で所蔵、公開された主なコレクションは、帝国図書館以来集められた博士論文コレクション、バレエ・シャンソンの音楽レコードなどからなる蘆原英了コレクション、出版文化史に関わる資料を中心とする布川文庫（布川角左衛門旧蔵書）などである。
1994年、国立国会図書館法が改正されて上野図書館は永久に国立国会図書館の支部図書館として国民に対するサービスを行うことが定められ、実現しないまま残されていた移管条項は廃止された。この頃には上野図書館の施設が老朽化し、耐震性に問題があることが明らかになっていた。またかねてから国に要望されていた児童書専門の国立図書館を上野図書館とする計画が浮上、上野図書館を耐震改修して再利用し、国際子ども図書館を設立することが決定された。
1997年から上野図書館は大規模な改修工事に入り、1999年に国立国会図書館法第22条が改正、上野図書館の設置条項が国際子ども図書館の設置条項に改められた。こうして上野図書館は国際的な児童書専門の国立図書館として再生され、国際子ども図書館として2000年に部分開館、2002年に全面開館した。
国際子ども図書館には東京本館から18歳未満を主たる読者の対象とする資料が移管され、上野図書館で旧来所蔵してきたコレクションは東京本館に戻された。旧上野図書館の蔵書は現在、バレエ・出版史関係コレクションが東京本館、博士論文が新設の国立国会図書館関西館で所蔵されている。